# Bielowce (Ukraina)
Bielowce – wieś na Ukrainie w rejonie czortkowskim (do 2020 w rejonie borszczowskim) należącym do obwodu tarnopolskiego.
W II Rzeczypospolitej stacjonowała w miejscowości placówka Straży Celnej „Bielowce”, a potem strażnica KOP „Bielowce”.